# Reimersholme
Reimersholme est une île et un quartier du district de Södermalm à Stockholm en Suède,.

## Description
Reimersholme est une petite île située à l'ouest de Södermalm et au sud de l'île voisine de Långholmen.
Reimersholme est entouré au nord par Långholmskanalen et au sud par Liljeholmsviken. 
L'île mesure environ 640 mètres de long et 330 mètres de large et a une circonférence d'un peu plus de 1,6 kilomètres et une superficie d'un peu plus de 15 hectares.
Au 31 décembre 2018, Reimersholme et Långholmen avaient une population de 2 531 personnes.

## Le Reimersholme moderne
Au cours des années 1942-1946, la coopérative HSB (sv) a construit neuf cents appartements à Reimersholme.
D'abord sur le côté est de Reimersholme à côté du pont de Reimersholm, puis sur le côté nord le long du canal de Långholm et en 1980 enfin également sur le côté sud de l'île le long du Liljeholmsviken où se trouvait autrefois une usine de spiritueux, Reymersholms Spritförädlings AB.
Sven Wallander, fondateur de HSB, a conçu en collaboration avec l'architecte Axel Grape les quatre maisons de ville situées dans les îlots urbains Flaskan et Räkenholmen situés au sommet de l'île. 
À la demande de Wallander, l'architecte paysagiste Ulla Bodorff a conçu les espaces verts de Reimersholme
Les bâtiments de la distillerie ont été pour la plupart démolis à la fin des années 1970 et les opérations ont été transférées dans les installations de Vin & Sprit à Årstadalshamnen et à Åhus. À Reimersholme (quartier Bränriet), des immeubles d'habitation et une crèche ont ensuite été construits sous les auspices de HSB. 
De l'époque de la distillerie, le bâtiment du portail faisant face à Reimersholmsgatan à Reimersholmsbron, ce qu'on appelle "Åttingen" (une ancienne citerne) à Reimersholmsgatan 45 et des parties du mur d'origine de l'usine le long de Reimersholmsgatan subsistent.
Même quelques grands fûts de chêne rappellent l'ancienne activité.

## Transports
Reimersholme est reliée à Stockholm par le pont Reimersholmsbron, qui mesure 39 mètres de long et 13 mètres de large. 
Les services de bus vers la ville sont assurés depuis 1967 par la ligne de bus 66 et depuis 2015 par la  ligne 54.

## Galerie

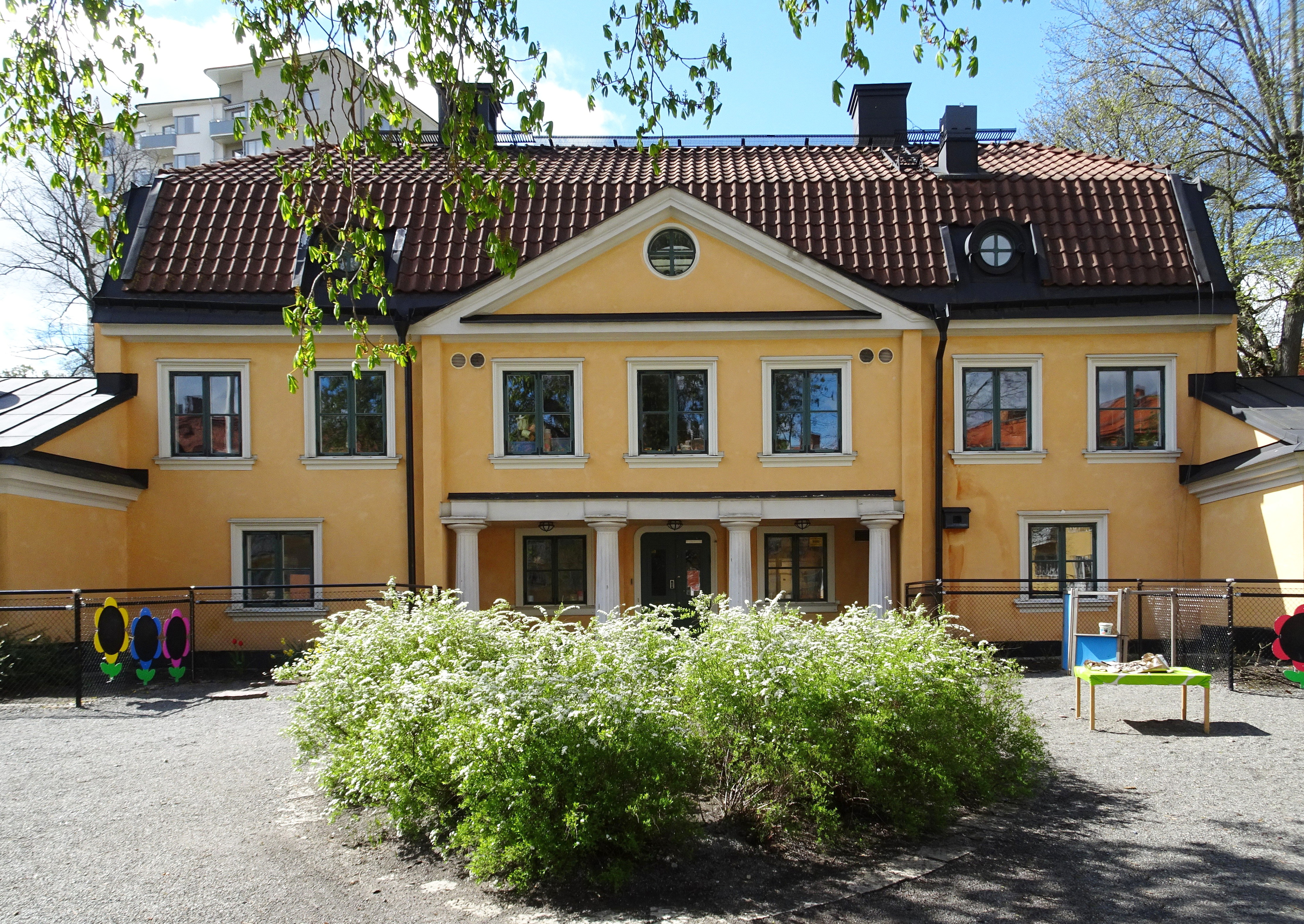
Reimers malmgård.
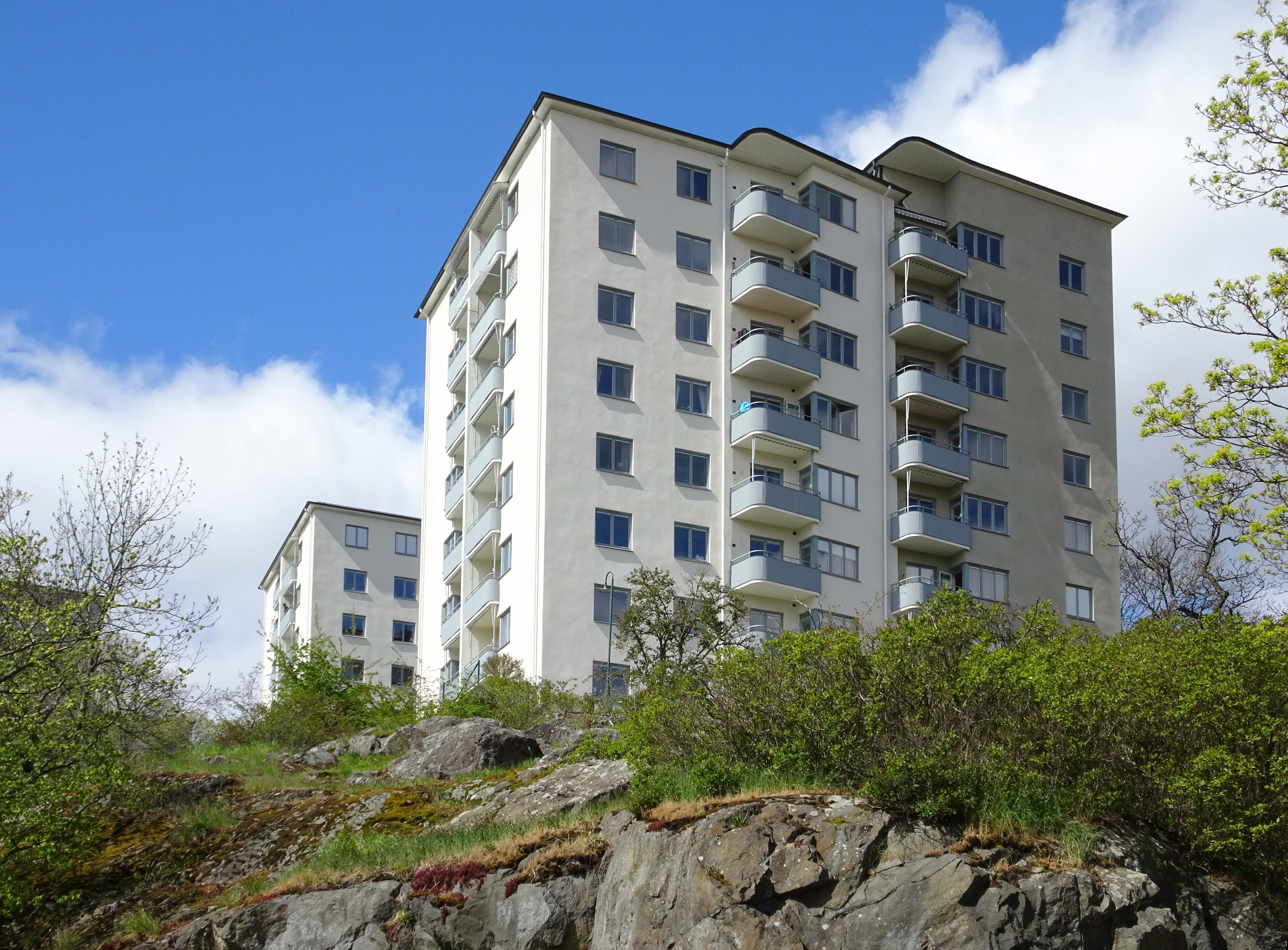
Relais de poste HSB de 1944.
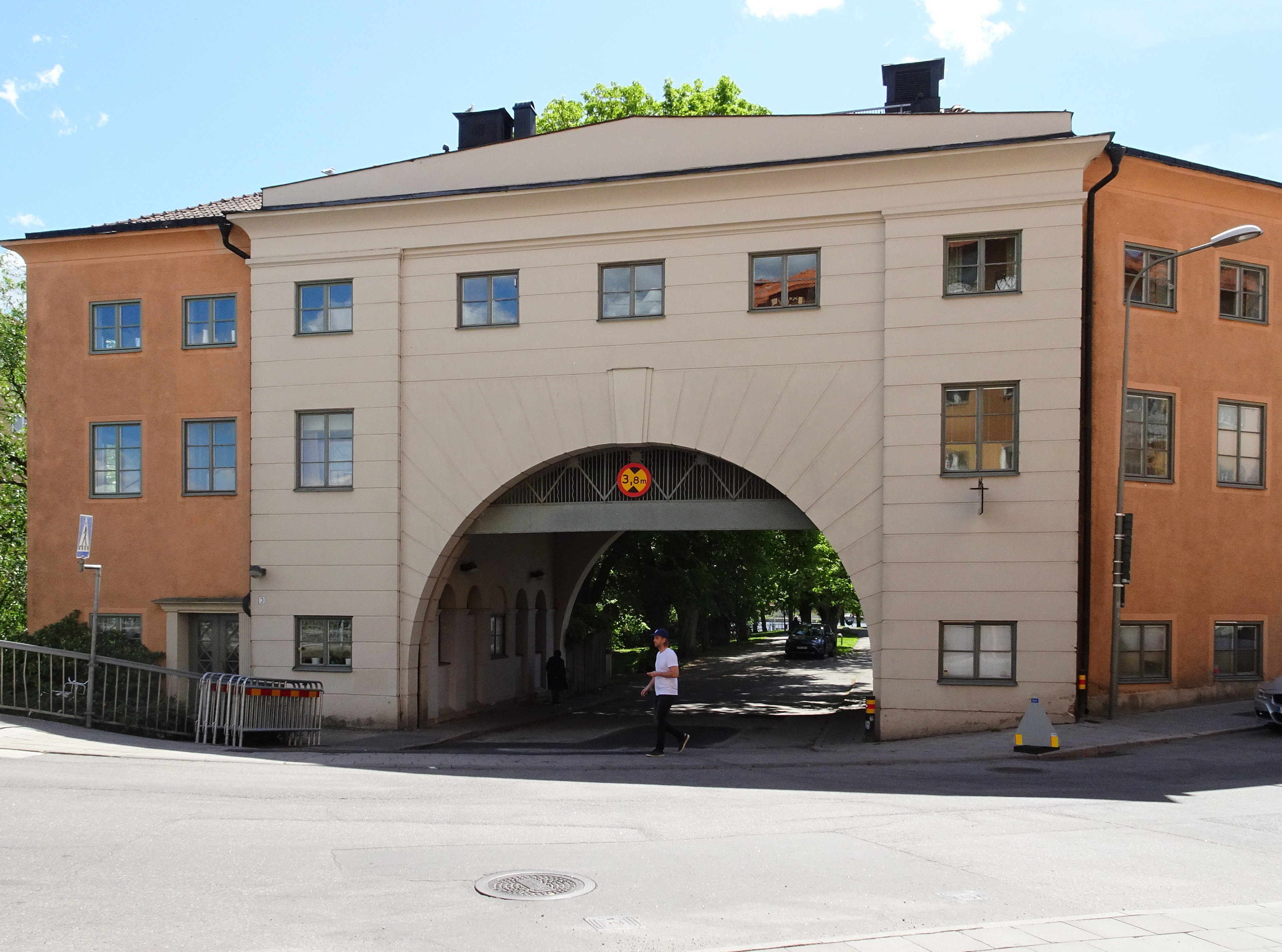
Bâtiment de Reimersholmsgatan.
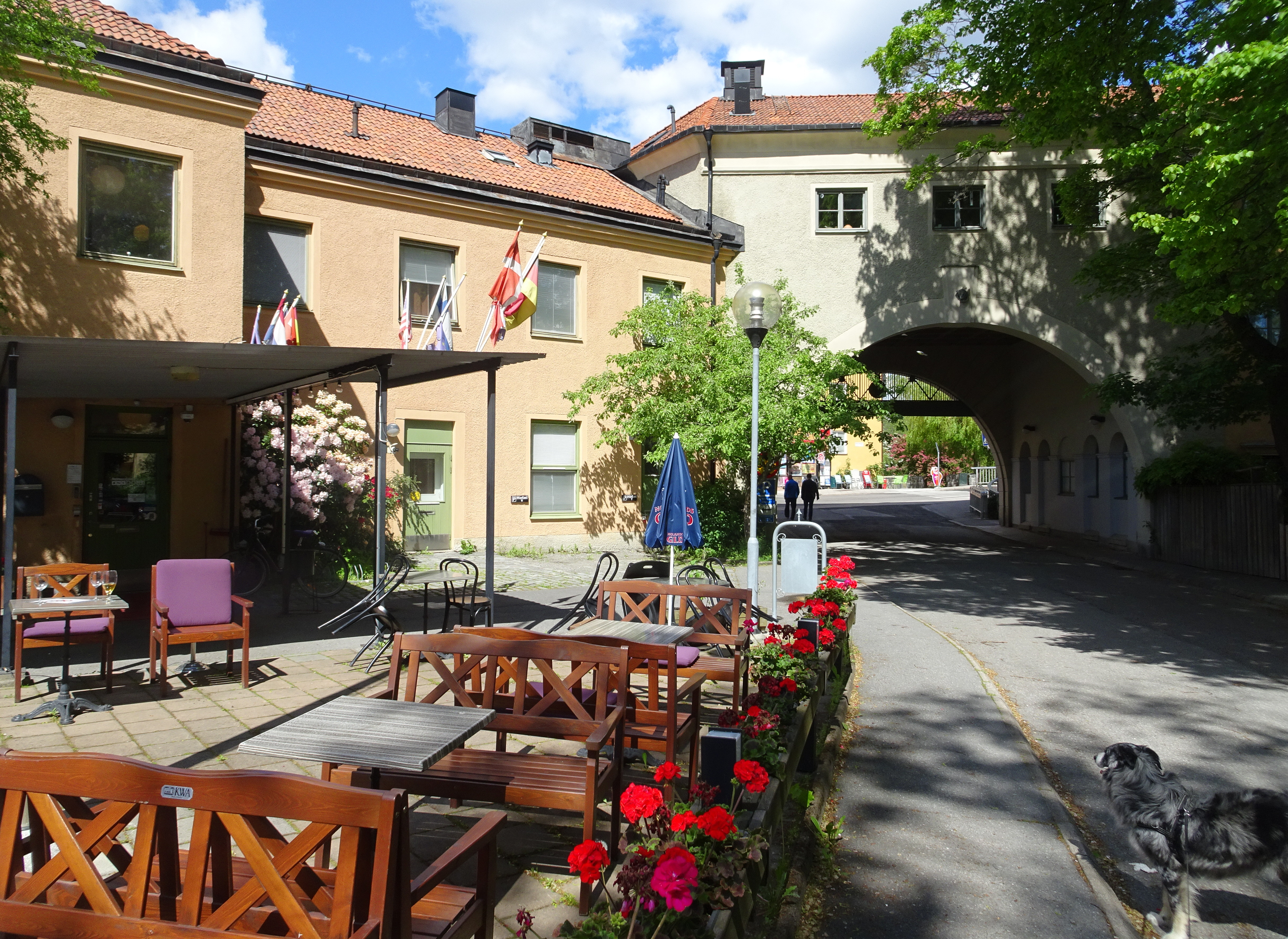
Le parc en direction du lac Mälaren.
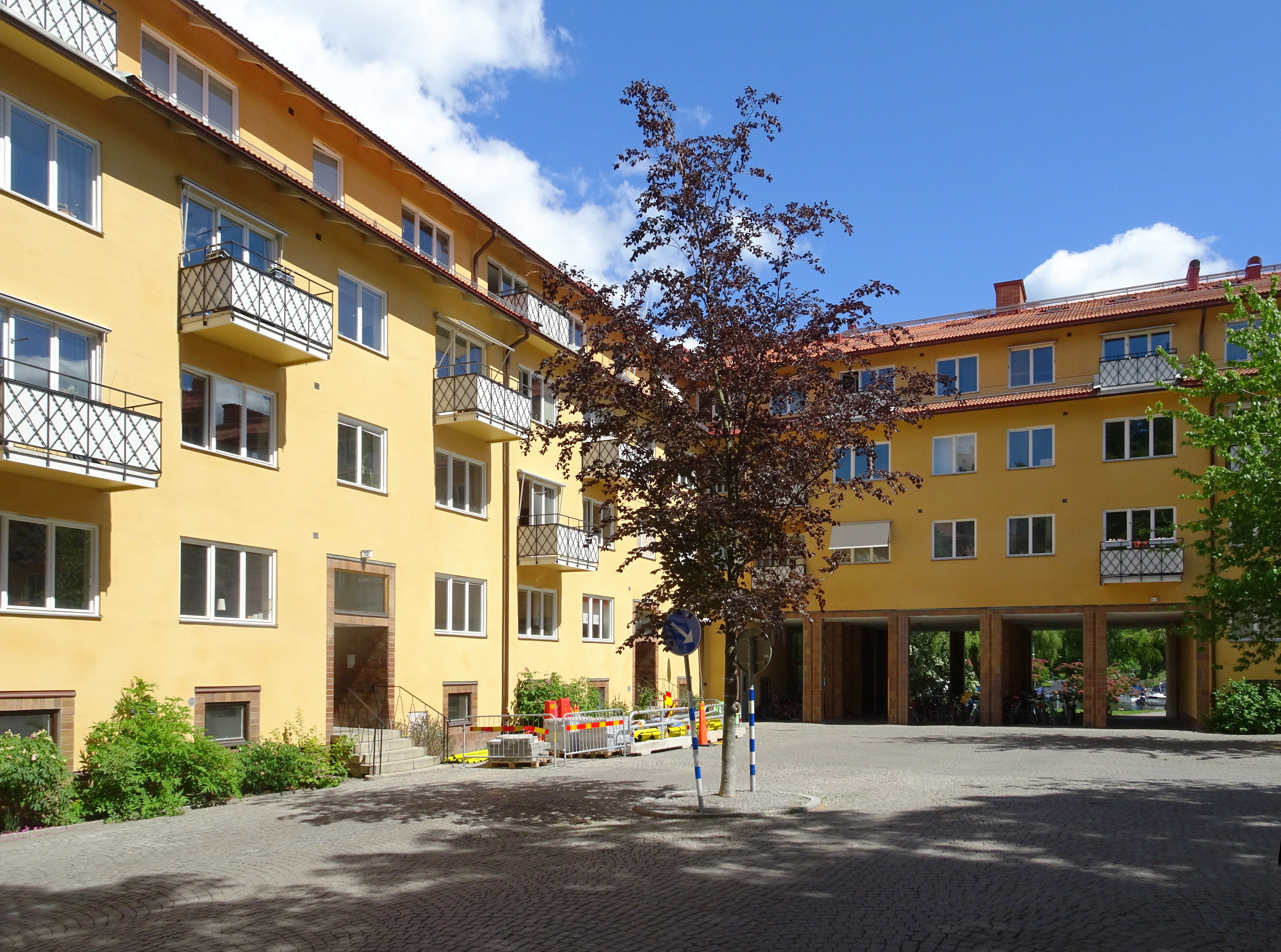
Vers Liljeholmsviken et Reimersholmsbron.

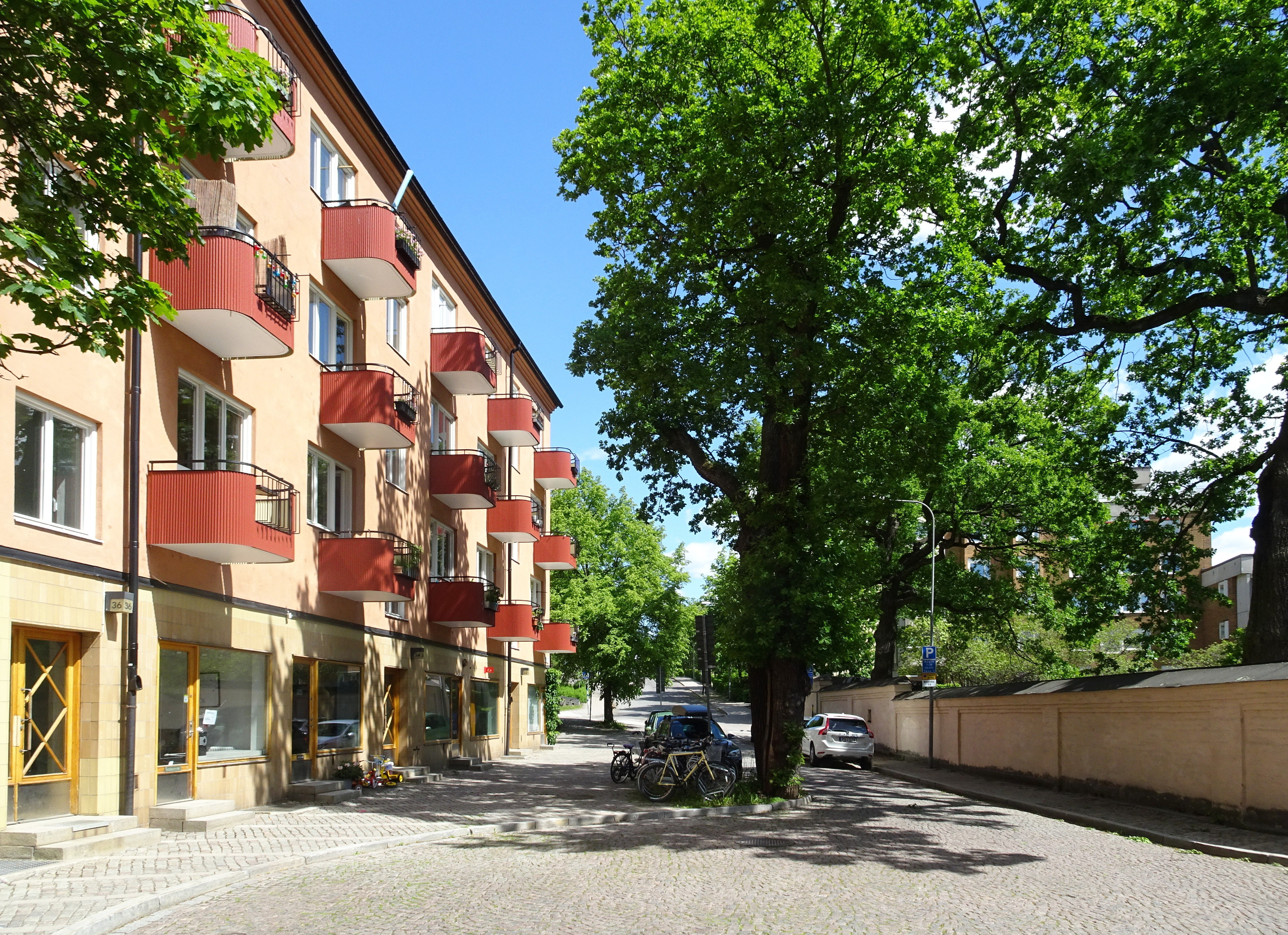
Reimersholmsgatan vers l'est.
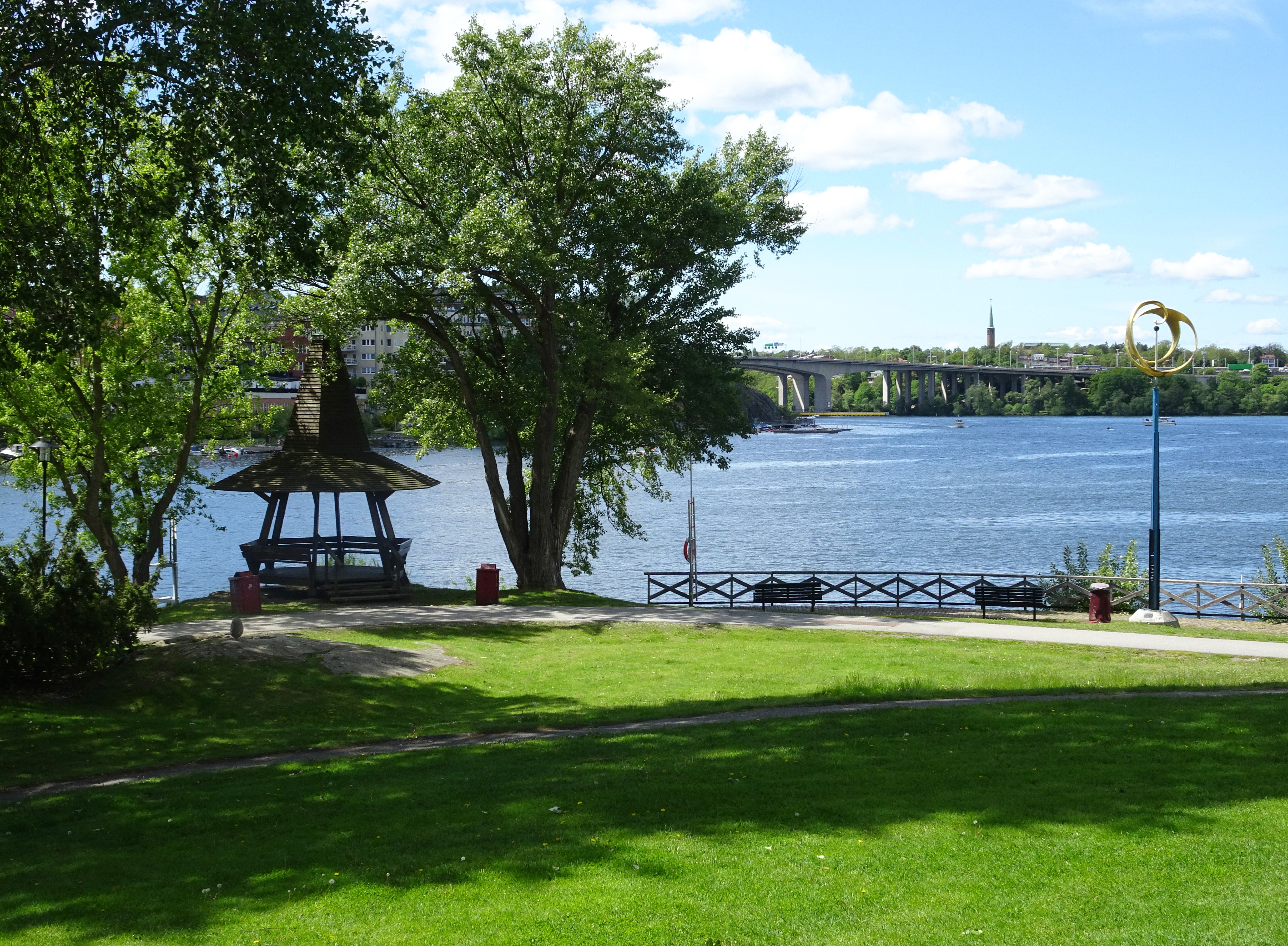
PÅttiet le lac Mälaren.
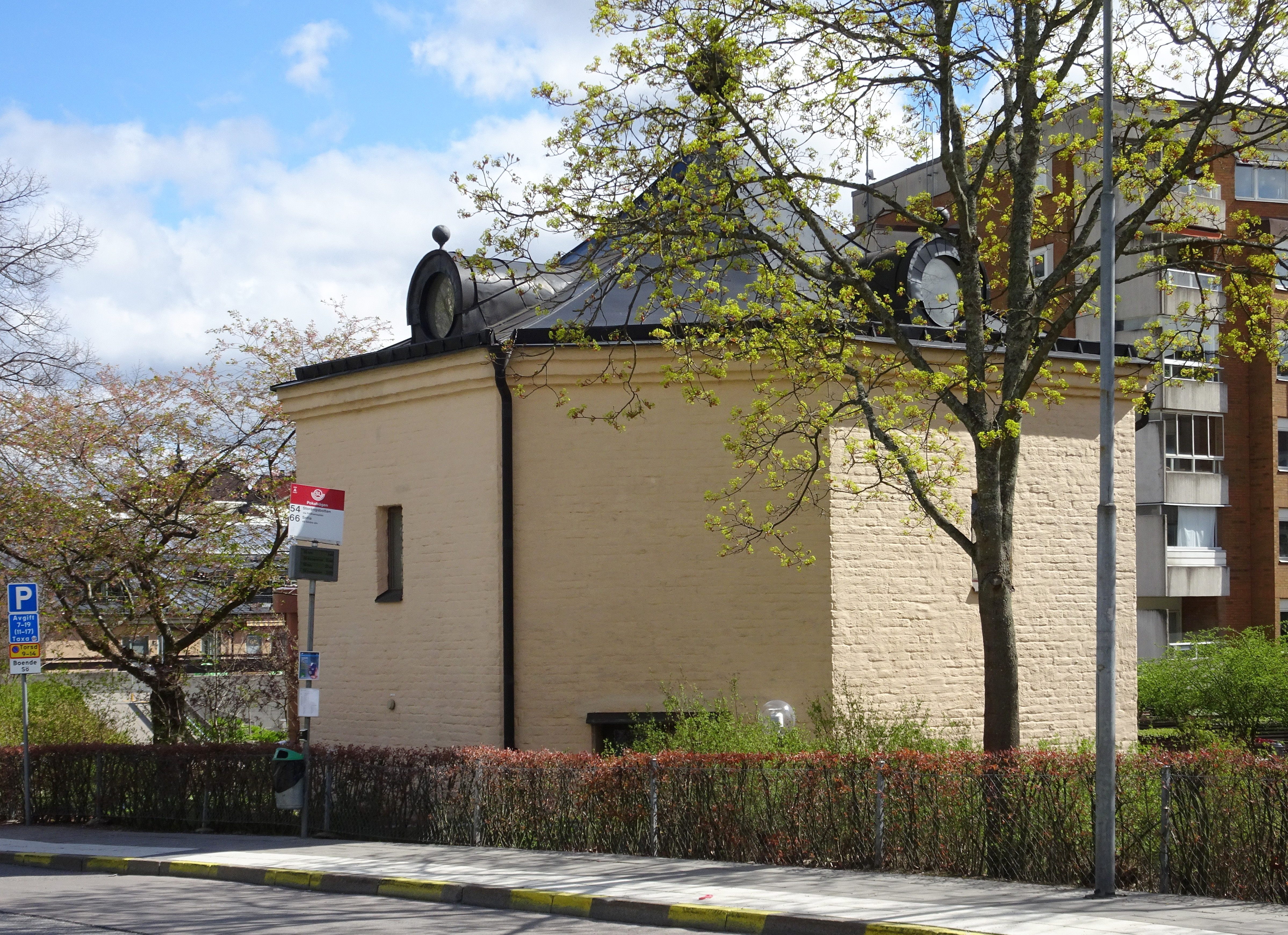
L'ancienne citerne Åttingen de la distillerie.
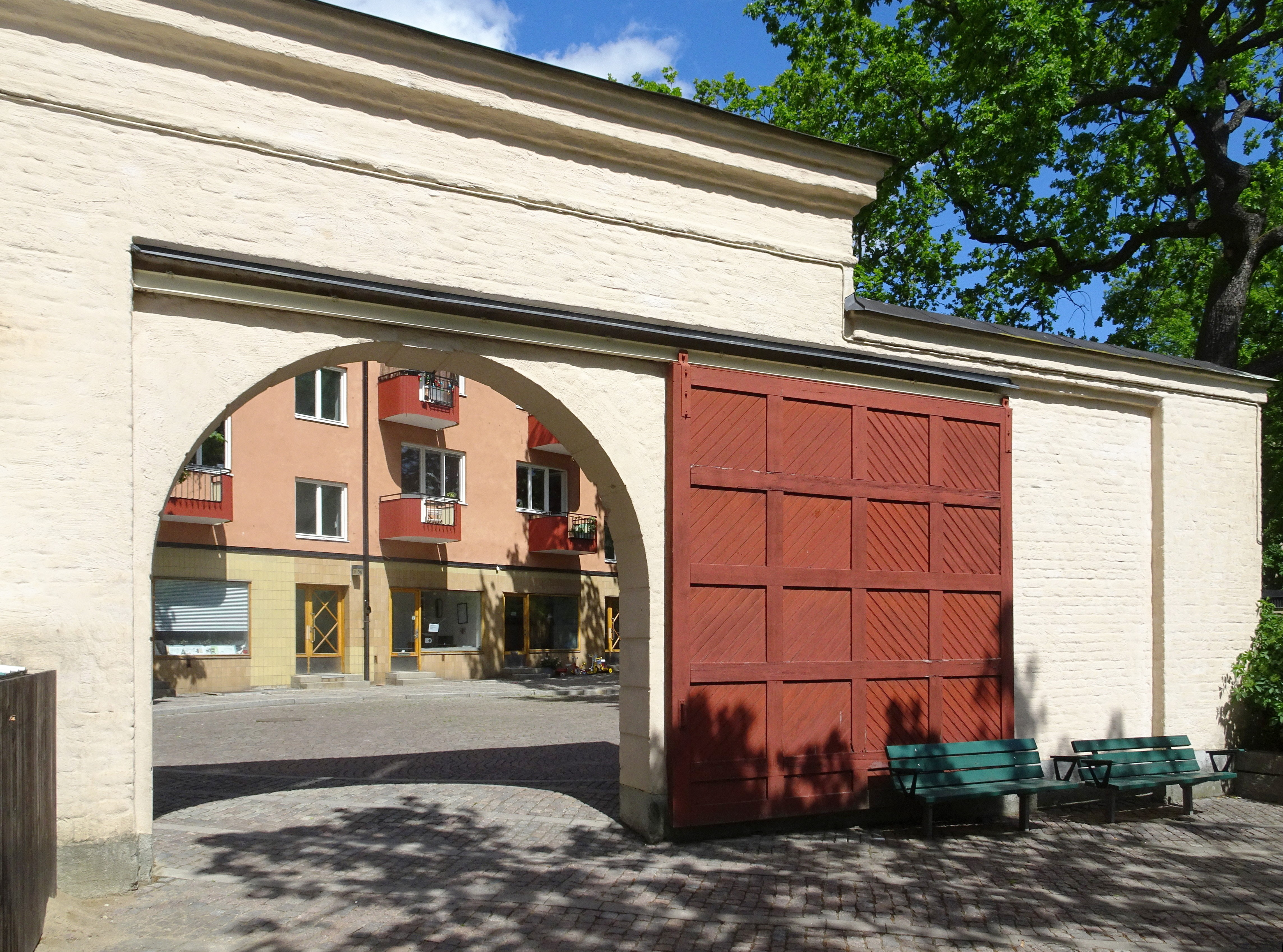
Portail et mur d'enceinte de la distillerie..
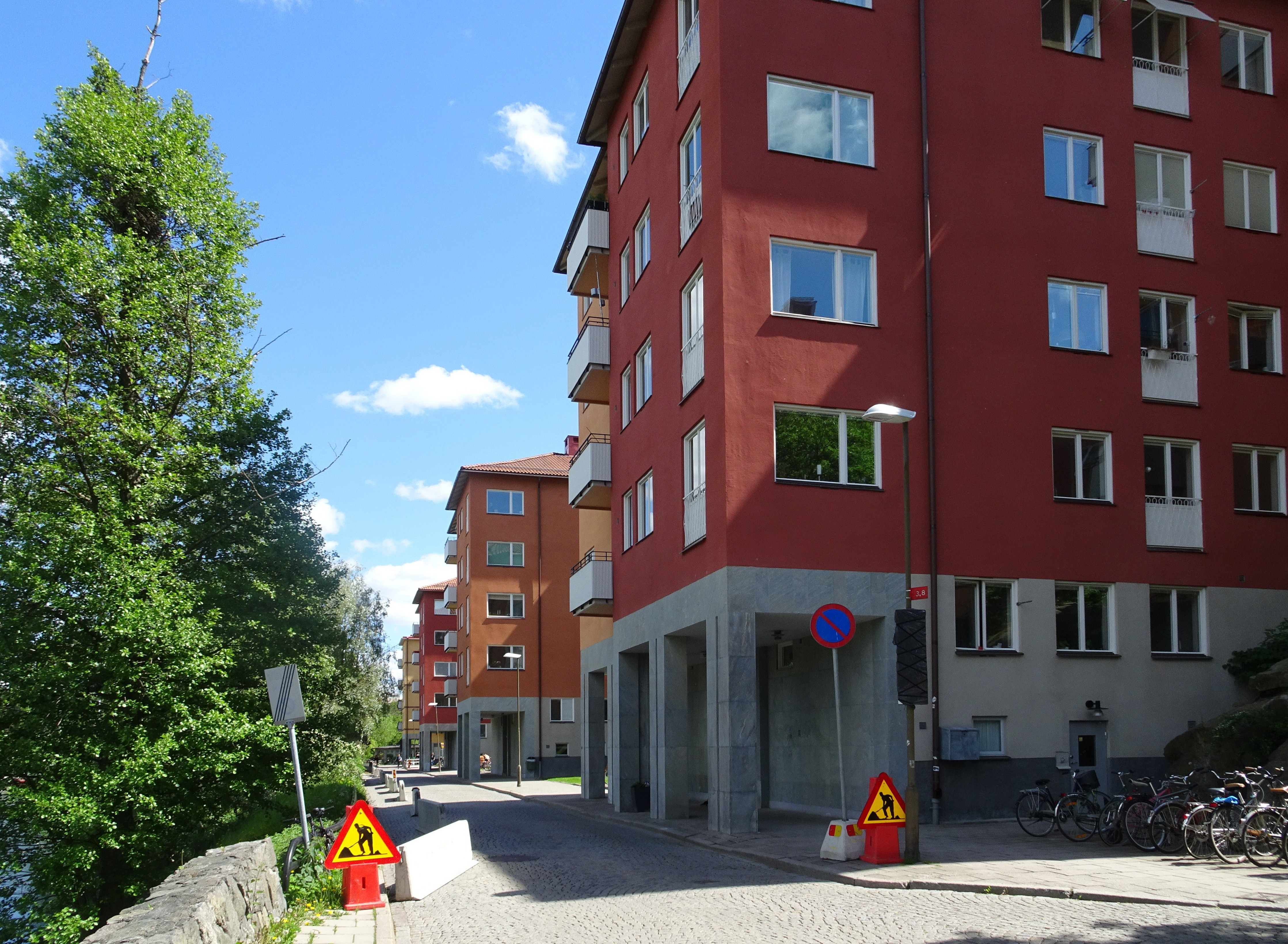
Rue d'Anders Reimer à Liljeholmsviken.